# 松田ボクシングジム
座標: 北緯35度8分26.4秒 東経136度54分4.4秒 / 北緯35.140667度 東経136.901222度

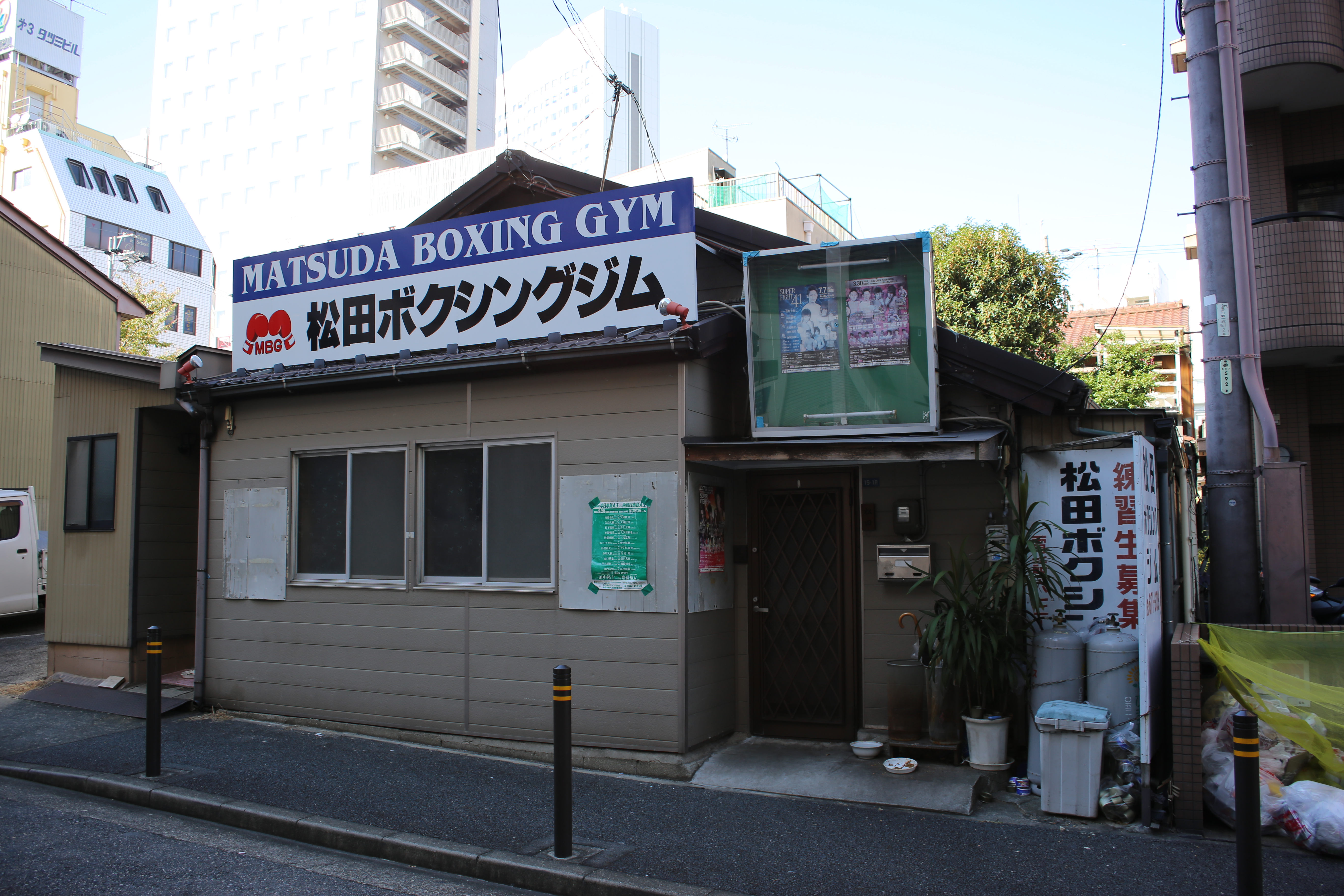
松田ボクシングジム（2015年10月）

松田ボクシングジム（まつだボクシングジム）は、愛知県名古屋市熱田区のボクシングジムである。
畑中清詞を名古屋のジムとして初めての世界王者に育て上げた。現在でも緑ボクシングジムと並ぶ名古屋の名門ジムとして君臨する。

## 沿革
ジム創立は1943年。昭和10年代（1935年～1944年）にフェザー級の10回戦選手として40戦以上を戦った松田泰雄が、現役引退と同時に名古屋市中区にジムをオープンした。この時の建物は、第二次世界大戦の際に空襲で焼かれてしまったが、1948年に名古屋市熱田区に現在のジムが再建されている。
1982年に一線を退いた泰雄に変わってジムを切り盛りしている長男の鉱二は、「松田ジムからチャンピオンが誕生するところを親父に見せたい」と、父の果たせなかったチャンピオン育成の夢を実現させようと、昭和61年から仕事をやめて選手作りに専念する。
1987年当時の最有力候補は畑中清詞で、ビッグ・ホープの誕生で停滞していた中部のリングが活気を増した。
畑中に続く選手を続々と育て、5戦5KOの内4試合が1ラウンド1分以内のKO勝ちという磯村敏郎（フェザー級）、その磯村とのスパーでも決してひけをとらないという村田隆（フェザー級）、横井克利（Jフェザー級）。後に、薬師寺保栄も加わる。
（参考：ワールドボクシング　1987年3月号）

## 主な選手

### 世界王者
- 畑中清詞（WBC世界スーパーバンタム級）
- 薬師寺保栄（WBC世界バンタム級）

### 主な現役選手
- 水野拓哉 （初代日本スーパーバンタム級ユース王者）
- 武藤涼太 （2023年度全日本スーパーバンタム級新人王 MVP）
- 村田碧 （2024年度全日本スーパーライト級新人王 技能賞）
- 宮澤蓮斗 （第4代日本ミニマム級ユース王者）

### 引退した主な選手
- ビーバー梶本（梶本芳夫、ジム開設以来初の全日本新人王（フライ級））
- 小縣新（元日本スーパーフライ級１位、東洋太平洋１位　98．バンタム級全日本アマチュアインターハイ王者）
- 上杉誠（デビュー以来6連続初回KO勝利）
- 天野龍次
- 川瀬昭二（元日本ライト級1位）
- 佐野友樹（元日本ライトフライ級1位、井上尚弥のプロ3戦目に対戦）
- 安部悟（ABSボクシングクラブ会長）
- 石原英康（第22代OPBF東洋太平洋スーパーフライ級王者）
- 菅原雅兼（第33代OPBF東洋太平洋スーパーバンタム級王者）
- 箕浦康仁（2002年度中日本ライトフライ級新人王、ガチンコファイトクラブ2期生）